# Алкабидеш
Алкабидеш (порт. Alcabideche) — населённый пункт в Португалии, одноимённая фрегезия (район). Является составной частью муниципалитета Кашкайш. Входит в округ Лиссабон. Находится в составе крупной городской агломерации Большой Лиссабон. По старому административному делению входил в провинцию Эштремадура. Входит в экономико-статистический субрегион Большой Лиссабон, который входит в Лиссабонский регион. Население составляет 42 162 человек на 2011 год. Занимает площадь 39,76 км².